# 贵州龙胆
贵州龙胆（学名：Gentiana esquirolii）为龙胆科龙胆属的植物，是中国的特有植物。分布在中国大陆的四川、云南、贵州等地，生长于海拔950米至2,200米的地区，多生于灌丛中、路旁、山坡草地及林下岩石上，目前尚未由人工引种栽培。